# Klaus Maeck
Klaus Maeck (* 28. Juli 1954 in Hamburg) ist ein deutscher Filmproduzent, Musikverleger und Autor.
Maeck führte Ende der 1970er Jahre bis 1983 gemeinsam mit anderen Gesellschaftern den ersten Punk-Plattenladen, Rip Off, in seiner Geburtsstadt Hamburg bis zu dessen Insolvenz. Seit Anfang der 1980er Jahre beschäftigt er sich auch mit Super-8-Filmen. Der von ihm mitproduzierte Langfilm Decoder (1984) des Filmkünstlers Muscha nach einer von ihm mitverfassten Geschichte avancierte zum Kultfilm in der Punkszene. Hiernach war Maeck Mitbegründer und langjähriger Geschäftsführer des Independent-Musikverlages „Freibank Music Publishing“, wo er als Manager und Berater u. a. die Einstürzenden Neubauten betreute und auch Musikvideos inszenierte. Vor der Mitbegründung der Hamburger Filmproduktionsfirma „Corazón International“ war Maeck vermehrt als Berater in Sachen Filmmusik tätig gewesen. Seit 2013 betreibt er mit der Firma Interzone Pictures seine eigene Filmproduktion und einen Filmverleih.
In dem Buch zum Dokumentarfilm über die Alternative Musikszene in Hamburg und Berlin „Wir werden immer weitergehen“ von George Lindt befindet sich ein langes Porträt und Interview über die Arbeit von Klaus Maeck.
Maeck ist seit 2007 Mitglied der Deutschen Filmakademie und der Europäischen Filmakademie.

## Filmografie
- 1984: Decoder
- 1989: Toilet Queen (Musikvideo der Indie-Band Kastrierte Philosophen)
- 1991: William S. Burroughs: Commissioner of Sewers (auch Filmregisseur)
- 1993: Liebeslieder: Einstürzende Neubauten (WDR-Dokumentarfilm von Klaus Maeck, Johanna Schenkel und Stephan Guntli)
- 2004: Europäische Visionen – Die bösen alten Lieder
- 2005: Crossing The Bridge – The Sound of Istanbul
- 2006: Takva – Gottesfurcht
- 2007: Auf der anderen Seite
- 2008: Chiko
- 2009: Soul Kitchen
- 2009: Min dît
- 2011: UFO in Her Eyes
- 2011: Blutzbrüdaz
- 2012: Müll im Garten Eden (Mitarbeit als Produzent)
- 2012: Fraktus
- 2013: Mamaros
- 2015: B-Movie: Lust & Sound in West-Berlin 1979–1989 (auch Filmregisseur)
- 2016: Anhedonia – Narzissmus als Narkose
- 2018: Eure Kinder (Kurzfilm)
- 2019: Die Liebe frisst das Leben
- 2020: Alles ist eins. Ausser der 0. (auch Filmregisseur)
- 2022: Takeaway

## Werke (Print)
- mit Walter Hartmann (Hrsg.): Decoder-Handbuch. Muzak, Cut-Ups, Piraten, Frogs, Burger. Der Film. Trikont, Duisburg 1984 ISBN 3-88974-100-2 (der enthaltene Text von Jean Baudrillard Die Szene und das Obszöne. In: Kritische Theorie in der Provinz. Trikont, Duisburg 2001 ISBN 3-88974-105-3)
- (Hrsg.) Hör mit Schmerzen / Listen with Pain, Einstürzende Neubauten. Trikont, Duisburg 1989 ISBN 3-88030-028-3
- (Hrsg.) Hör mit Schmerzen / Listen with Pain, Einstürzende Neubauten 1980-1996. 2. Auflage Die Gestalten Verlag, Berlin 1996 ISBN 3-931126-09-9
- Weltwundern – 20 Jahre Reisen zu Geschichten. Freibank 2003 ISBN 3-931968-13-8